# Perfect Game
Ein Perfect Game bezeichnet im Baseball und Softball ein Spiel eines Pitchers, der über die komplette Spieldauer keinen einzigen Gegenspieler die erste Base erreichen lässt.

## Voraussetzungen
Im Baseball und Softball ist es das Ziel jeder Mannschaft, im Angriff durch Basehits Spieler auf die Bases zu bringen, um durch letztliches Ablaufen aller Bases Runs (Punkte) zu erzielen. Die Verteidigung versucht dies zu verhindern, indem sie Gegenspieler „aus“ macht.
Gelingt es einem Pitcher oder einer Kombination von Pitchern über die volle Spieldistanz von 9 bzw. 7 Innings, dass kein gegnerischer Spieler die erste Base erreicht, bezeichnet man diese Leistung als Perfect Game.
Der Pitcher darf also keinen Basehit, keinen Walk und keinen Hit by Pitch abgeben. Zudem darf der Verteidigung auch kein Error unterlaufen, durch den ein Batter die erste Base erreicht. Ein nicht gefangener Foul Ball, der als Error gewertet wird, beeinträchtigt ein Perfect Game nicht, da dadurch kein Spieler auf Base gelangt, sondern lediglich die Plate Appearance eines Schlagmanns verlängert wird.

## Bisherige Perfect Games

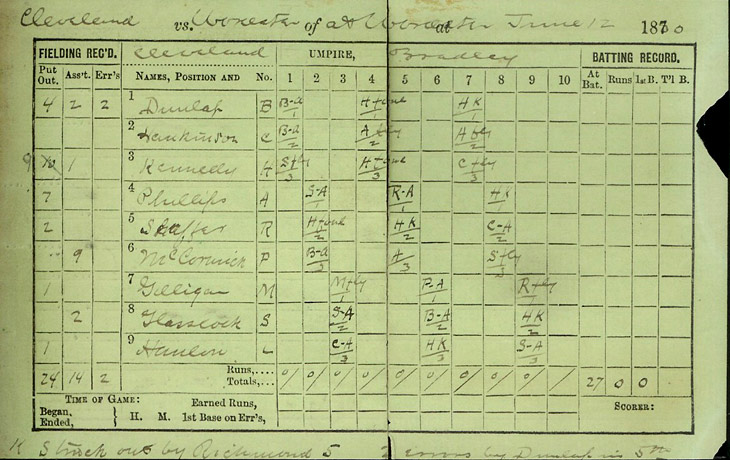
Scorecard von Lee Richmonds Perfect Game am 12. Juni 1880

### MLB
In der Major League Baseball gab es seit ihrer Gründung erst 24 Perfect Games, 15 in der American League (AL) und 9 in der National League (NL)
| Lfd. Nr. | Datum         | Pitcher           | Alter | Mannschaft            | Pitches | K  | Liga | Bemerkungen                                                              |
| -------- | ------------- | ----------------- | ----- | --------------------- | ------- | -- | ---- | ------------------------------------------------------------------------ |
| 01       | 12. Juni 1880 | John Lee Richmond | 37    | Worcester Worcesters  | *       | 05 | NL   | in Worcester gegen die Cleveland Blues                                   |
| 02       | 17. Juni 1880 | Monte Ward        | 37    | Providence Grays      | *       | 05 | NL   | in Buffalo gegen die Buffalo Bisons                                      |
| 03       | 5. Mai 1904   | Cy Young          | 37    | Boston Americans      | *       | 08 | AL   | in Boston gegen die Philadelphia A's                                     |
| 04       | 2. Okt. 1908  | Addie Joss        | 28    | Cleveland Naps        | 074     | 03 | AL   | in Cleveland gegen die Chicago White Sox                                 |
| 05       | 30. Apr. 1922 | Charlie Robertson | 26    | Chicago White Sox     | 090     | 06 | AL   | in Detroit gegen die Detroit Tigers                                      |
| 06       | 8. Okt. 1956  | Don Larsen        | 27    | New York Yankees      | 097     | 07 | AL   | in New York City gegen die Brooklyn Dodgers im 5. Spiel der World Series |
| 07       | 21. Juni 1964 | Jim Bunning       | 32    | Philadelphia Phillies | 090     | 10 | NL   | in New York City gegen die New York Mets                                 |
| 08       | 9. Sep. 1965  | Sandy Koufax      | 29    | Los Angeles Dodgers   | 113     | 14 | NL   | in Los Angeles gegen die Chicago Cubs                                    |
| 09       | 8. Mai 1968   | Catfish Hunter    | 22    | Oakland Athletics     | 107     | 11 | AL   | in Oakland gegen die Minnesota Twins                                     |
| 10       | 15. Mai 1981  | Len Barker        | 25    | Cleveland Indians     | 103     | 11 | AL   | in Cleveland gegen die Toronto Blue Jays                                 |
| 11       | 30. Sep. 1984 | Mike Witt         | 24    | California Angels     | 094     | 10 | AL   | in Arlington gegen die Texas Rangers                                     |
| 12       | 16. Sep. 1988 | Tom Browning      | 28    | Cincinnati Reds       | 100     | 07 | NL   | in Cincinnati gegen die Los Angeles Dodgers                              |
| 13       | 28. Juli 1991 | Dennis Martinez   | 36    | Expos de Montréal     | 096     | 05 | NL   | in Los Angeles gegen die Los Angeles Dodgers                             |
| 14       | 28. Juli 1994 | Kenny Rogers      | 29    | Texas Rangers         | 098     | 08 | AL   | in Arlington gegen die California Angels                                 |
| 15       | 17. Mai 1998  | David Wells       | 34    | New York Yankees      | 120     | 11 | AL   | in New York City gegen die Minnesota Twins                               |
| 16       | 18. Juli 1999 | David Cone        | 36    | New York Yankees      | 088     | 10 | AL   | in New York City gegen die Expos de Montréal                             |
| 17       | 18. Mai 2004  | Randy Johnson     | 40    | Arizona Diamondbacks  | 117     | 13 | NL   | in Atlanta gegen die Atlanta Braves                                      |
| 18       | 23. Juli 2009 | Mark Buehrle      | 30    | Chicago White Sox     | 116     | 06 | AL   | in Chicago gegen die Tampa Bay Rays                                      |
| 19       | 9. Mai 2010   | Dallas Braden     | 26    | Oakland Athletics     | 109     | 06 | AL   | in Oakland gegen die Tampa Bay Rays                                      |
| 20       | 29. Mai 2010  | Roy Halladay      | 33    | Philadelphia Phillies | 115     | 11 | NL   | in Miami gegen die Florida Marlins                                       |
| 21       | 21. Apr. 2012 | Philip Humber     | 29    | Chicago White Sox     | 096     | 09 | AL   | in Seattle gegen die Seattle Mariners                                    |
| 22       | 13. Juni 2012 | Matt Cain         | 27    | San Francisco Giants  | 125     | 14 | NL   | in San Francisco gegen die Houston Astros                                |
| 23       | 15. Aug. 2012 | Félix Hernández   | 26    | Seattle Mariners      | 113     | 12 | AL   | in Seattle gegen die Tampa Bay Rays                                      |
| 24       | 28. Juni 2023 | Domingo German    | 30    | New York Yankees      | 099     | 09 | AL   | in Oakland gegen die Oakland Athletics                                   |

* Anzahl Pitches wurden nicht gezählt.
Am 2. Juni 2010 wurde dem Pitcher Armando Galarraga durch eine Schiedsrichterfehlentscheidung beim 27. und eigentlich letzten Batter ein Perfect Game zerstört; es wird in der Statistik als One-Hit-Shutout geführt. Der 27. Schlagmann wurde an der ersten Base safe erklärt, aus der Zeitlupe war aber klar ersichtlich, dass die richtige Entscheidung out gelautet hätte. Der Umpire räumte unmittelbar nach dem Spiel ein, dass es eine Fehlentscheidung war und er Galarraga ein Perfect Game gekostet hatte (→ Galarragas fast perfektes Spiel).

### Baseball-Bundesliga
In der Baseball-Bundesliga gab es bislang nur ein Perfect Game
| Datum        | Pitcher                 | Alter | Mannschaft          | Bemerkungen                         |
| ------------ | ----------------------- | ----- | ------------------- | ----------------------------------- |
| 25. Mai 2008 | Enorbel Márquez-Ramirez | 33    | Solingen Alligators | in Solingen gegen die Bonn Capitals |

### Japan
Im japanischen Baseball gab es bisher 15 Perfect Games, das letzte am 18. Mai 1994 von Hiromi Makihara von den Yomiuri Giants in einem 6-Run-Sieg über Hiroshima Carp im Fukuoka Dome. In der Nippon Series 2007 gelang den Chūnichi Dragons ein Perfect Game gegen die Hokkaidō Nippon Ham Fighters, allerdings in einer Gemeinschaftsleistung des Starters Daisuke Yamai (1.–8. Inning) und des Relief Pitchers Hitoki Iwase (9. Inning).

### Europameisterschaften
Bei der Europameisterschaft 2014 gelang dem niederländischen Pitcher Mike Bolsenbroek gegen Griechenland ein Perfect Game in sieben Innings (Endstand 11:0). Die Niederlande wurden Europameister. Bolsenbroek war für das Turnier erstmals für die niederländische Nationalmannschaft nominiert worden.